# Torre de la Victoria
La torre de la Victoria o Vijay Stambha (en hindi: विजय स्तम्भ) es una gran torre conmemorativa de la India localizada en el fuerte de Chittorgarh en el estado de Rajastán. Fue construida por el rey Rana Kumbha entre 1442 y 1449 para conmemorar su victoria sobre los ejércitos de Malwa y de Gujarat comandados por Mahmud Khilji. Constituye el monumento más sobresaliente de dicho fuerte, estando clasificada como monumento protegido estatal (State Protected Monuments, n.º ref S-RJ-148). El conjunto del fuerte en 2013 fue declarado Patrimonio de la Humanidad por la UNESCO, como parte de un grupo de seis fuertes llamado «Fuertes de las colinas del Rajastán».
Dedicada a Visnú, la monumental torre de 37,19 metros se alza como una de las más destacadas en la India. Se edificó usando arenisca roja y mármol blanco, ornamentada con ricas galerías de esculturas representando divinidades hindúes con inscripciones en la base de cada una. Se cree que tardó diez años en ser erigida. Esta excepcional pieza arquitectónica se encuentra sobre un basamento de tres metros. Cada una de las nueve historias representadas escultóricamente está diferenciada de las demás mediande aberturas y balcones en cada cara de cada pasaje. La escalera interior gira desde la cámara central a las galerías adyacentes.
La placa con la inscripción del último pasaje representado incluye la genealogía de los gobernadores de Chittaur desde Hamir a Rana Kumbha. La torre al completo está decorada con elementos arquitectónicos variados e imágenes de dioses y diosas, las estaciones del año, armas, instrumentos musicales, etcétera, constituyendo una auténtica lección sobre iconografía hindú. Los retratos del arquitecto, Jaita, y sus tres hijos, Napa, Puja y Poma, están esculpidos en el quinto piso de la torre. 157 estrechos escalones conducen a la terraza de la torre, desde donde se tienen bellas vistas de todo el complejo de Chittorgarh y su ciudad. El último piso fue sellado, y desde entonces ya no puede ser visitado.
Puede ser comparada con la otra torre del complejo de Chittorgarh, más antigua, la torre de la Fama.